# Serie A1 2018-2019 (pallanuoto femminile)
La Serie A1 2018-2019 è stata la 35ª edizione della massima serie del campionato italiano femminile di pallanuoto. La regular season è iniziata il 13 ottobre 2018 e si è conclusa il 4 maggio 2019; i play-off saranno articolati, come nella passata stagione, con la formula della Final Six, che si sono disputati presso la Piscina Plaia di Catania, dal 10 al 12 maggio.
Le squadre neopromosse sono: le debuttanti C.S.S. Verona, F&D H2O Velletri e Torre del Grifo (ripescata dopo la cessione del titolo sportivo del Cosenza).

## Squadre partecipanti
| Club              | Città           | Piscina                            | Stagione 2017-2018                                                                 |
| ----------------- | --------------- | ---------------------------------- | ---------------------------------------------------------------------------------- |
| Bogliasco         | Bogliasco (GE)  | Stadio del Nuoto "Gianni Vassallo" | 4ª in Serie A1                                                                     |
| C.S.S. Verona     | Verona          | Piscina Comunale Monte Bianco      | 2ª nel girone Nord di Serie A2; vincitrice play-off                                |
| Florentia         | Firenze         | Piscina Goffredo Nannini           | 8ª in Serie A1                                                                     |
| F&D H2O           | Velletri (RM)   | Piscina Comunale (Anzio)           | 2ª nel girone Sud di Serie A2; vincitrice play-off                                 |
| NC Milano         | Milano          | Piscina Cozzi                      | 6ª in Serie A1                                                                     |
| Orizzonte CT      | Catania         | Piscina di Nesima                  | 2ª in Serie A1; vincitrice della Coppa Italia                                      |
| Plebiscito Padova | Padova          | Centro Sportivo del Plebiscito     | 1ª in Serie A1; campione d'Italia in carica                                        |
| Rapallo           | Rapallo (GE)    | Piscina Comunale                   | 3ª in Serie A1                                                                     |
| SIS Roma          | Roma            | Polo Natatorio (Ostia)             | 5ª in Serie A1                                                                     |
| Torre Del Grifo   | Mascalucia (CT) | Piscina di Nesima                  | 3ª nel girone Sud di Serie A2; ripescata dopo cessione titolo sportivo del Cosenza |

## Allenatori
| Club              | Allenatore        |
| ----------------- | ----------------- |
| Bogliasco         | Mario Sinatra     |
| C.S.S. Verona     | Giovanni Zaccaria |
| Florentia         | Andrea Sellaroli  |
| F&D H2O           | Danilo Di Zazzo   |
| NC Milano         | Leonardo Binchi   |
| Orizzonte CT      | Martina Miceli    |
| Plebiscito Padova | Stefano Posterivo |
| Rapallo           | Luca Antonucci    |
| SIS Roma          | Marco Capanna     |
| Torre Del Grifo   | Giusi Malato      |

## Regular season

### Classifica
|  | Pos. | Squadra           | Pt | G  | V  | N | P  | GF  | GS  | DR   |
|  | ---- | ----------------- | -- | -- | -- | - | -- | --- | --- | ---- |
|  | 1.   | Orizzonte CT      | 48 | 18 | 16 | 0 | 2  | 255 | 101 | +154 |
|  | 2.   | SIS Roma          | 45 | 18 | 14 | 3 | 1  | 189 | 96  | +93  |
|  | 3.   | Rapallo           | 43 | 18 | 14 | 1 | 3  | 228 | 123 | +105 |
|  | 4.   | Plebiscito Padova | 38 | 18 | 12 | 2 | 4  | 207 | 98  | +109 |
|  | 5.   | Florentia         | 26 | 18 | 8  | 2 | 8  | 126 | 148 | -22  |
|  | 6.   | NC Milano         | 20 | 18 | 6  | 2 | 10 | 178 | 204 | -26  |
|  | 7.   | C.S.S. Verona     | 19 | 18 | 6  | 1 | 11 | 131 | 188 | -57  |
|  | 8.   | Bogliasco         | 16 | 18 | 5  | 1 | 12 | 136 | 192 | -56  |
|  | 9.   | F&D H2O           | 8  | 18 | 2  | 2 | 14 | 118 | 212 | -94  |
|  | 10.  | Torre Del Grifo   | 0  | 18 | 0  | 0 | 18 | 97  | 303 | -206 |

### Calendario e risultati
| 13-10-18 | 1ª giornata                 | 22/26/30-01/20-02-19 |
| 14-4     | Bogliasco - F&D H2O         | 8-7                  |
| 7-7      | SIS Roma - Rapallo          | 8-7                  |
| 14-6     | Plebiscito - Verona         | 6-7                  |
| 2-26     | Torre del Grifo - Orizzonte | 3-21                 |
| 5-8      | NC Milano - Florentia       | 8-8                  |

| 10-11-18 | 4ª giornata                | 16-02-19 |
| 20-6     | Rapallo - F&D H2O          | 10-7     |
| 3-20     | Torre del Grifo - SIS Roma | 4-17     |
| 16-4     | Orizzonte - Bogliasco      | 21-6     |
| 9-10     | Verona - NC Milano         | 10-9     |
| 3-14     | Florentia - Plebiscito     | 5-10     |

| 08-12-18 | 7ª giornata               | 06-04-19 |
| 6-9      | Bogliasco - SIS Roma      | 5-16     |
| 9-6      | Rapallo - Orizzonte       | 5-11     |
| 18-6     | Plebiscito - NC Milano    | 13-7     |
| 12-7     | F&D H2O - Torre del Grifo | 18-9     |
| 6-5      | Florentia - Verona        | 10-8     |

| 27-10-18 | 2ª giornata              | 02-02-19 |
| 16-5     | Rapallo - Bogliasco      | 7-6      |
| 16-5     | Orizzonte - NC Milano    | 19-10    |
| 11-6     | Verona - Torre del Grifo | 8-7      |
| 1-15     | F&D H2O - Plebiscito     | 6-16     |
| 4-6      | Florentia - SIS Roma     | 6-11     |

| 17-11-18 | 5ª giornata                 | 02-03-19 |
| 17-7     | Bogliasco - Torre del Grifo | 13-9     |
| 12-10    | SIS Roma - NC Milano        | 10-6     |
| 9-8      | Rapallo - Verona            | 17-6     |
| 7-8      | Plebiscito - Orizzonte      | 7-9      |
| 8-10     | F&D H2O - Florentia         | 4-9      |

| 15/22-12-18 | 8ª giornata               | 13/27-04-19 |
| 7-5         | Bogliasco - Verona        | 7-8         |
| 5-5         | SIS Roma - Plebiscito     | 4-4         |
| 2-16        | Torre del Grifo - Rapallo | 8-27        |
| 11-5        | Orizzonte - Florentia     | 11-2        |
| 15-5        | NC Milano - F&D H2O       | 8-8         |

| 03-11-18 | 3ª giornata                 | 09-02-19 |
| 9-9      | Bogliasco - Florentia       | 3-8      |
| 6-7      | SIS Roma - Orizzonte        | 6-4      |
| 12-9     | Plebiscito - Rapallo        | 7-8      |
| 7-11     | F&D H2O - Verona            | 6-6      |
| 18-10    | NC Milano - Torre del Grifo | 19-6     |

| 01-12-18 | 6ª giornata                  | 09/13-03-19 |
| 4-17     | Torre del Grifo - Plebiscito | 2-16        |
| 16-7     | Orizzonte - F&D H2O          | 17-6        |
| 8-16     | Verona - SIS Roma            | 4-15        |
| 3-14     | Florentia - Rapallo          | 3-13        |
| 14-11    | NC Milano - Bogliasco        | 10-7        |

| 19-01-19 | 9ª giornata                 | 04-05-19 |
| 16-7     | Rapallo - NC Milano         | 18-11    |
| 15-4     | Plebiscito - Bogliasco      | 11-4     |
| 8-19     | Verona - Orizzonte          | 3-17     |
| 2-15     | F&D H2O - SIS Roma          | 4-6      |
| 14-3     | Florentia - Torre del Grifo | 13-5     |

## Play-off

### Tabellone
|  | Quarti di finale | Quarti di finale  | Quarti di finale |                   |              | Semifinali   | Semifinali   | Semifinali |  |  | Finale | Finale | Finale |  |
|  |                  |                   |                  |                   |              |              |              |            |  |  |        |        |        |  |
|  |                  |                   |                  |                   |              | 1            | Orizzonte CT | 8          |  |  |        |        |        |  |
|  |                  |                   |                  |                   |              | 1            | Orizzonte CT | 8          |  |  |        |        |        |  |
|  |                  |                   |                  | Plebiscito Padova | 6            |              |              |            |  |  |        |        |        |  |
|  | 4                | Plebiscito Padova | 8                | Plebiscito Padova | 6            |              |              |            |  |  |        |        |        |  |
|  | 4                | Plebiscito Padova | 8                |                   |              |              |              |            |  |  |        |        |        |  |
|  | 5                | Florentia         | 4                |                   |              |              |              |            |  |  |        |        |        |  |
|  | 5                | Florentia         | 4                |                   | Orizzonte CT | Orizzonte CT | 6            |            |  |  |        |        |        |  |
|  |                  |                   |                  |                   |              |              |              |            |  |  |        |        |        |  |
|  |                  |                   | SIS Roma         | SIS Roma          | 3            |              |              |            |  |  |        |        |        |  |
|  |                  |                   |                  | SIS Roma          | 3            |              |              |            |  |  |        |        |        |  |
|  |                  |                   |                  |                   |              |              |              |            |  |  |        |        |        |  |
|  |                  |                   |                  |                   |              |              |              |            |  |  |        |        |        |  |
|  |                  | 2                 | SIS Roma         | 7                 |              |              |              |            |  |  |        |        |        |  |
|  |                  |                   |                  | 7                 |              |              |              |            |  |  |        |        |        |  |
|  |                  |                   |                  | Rapallo           | 5            |              |              |            |  |  |        |        |        |  |
|  | 3                | Rapallo           | 10               | Rapallo           | 5            |              |              |            |  |  |        |        |        |  |
|  | 3                | Rapallo           | 10               |                   |              |              |              |            |  |  |        |        |        |  |
|  | 6                | NC Milano         | 9                |                   |              |              |              |            |  |  |        |        |        |  |

### Risultati

#### Quarti di finale
| Arbitri: | Stefano Alfi Antonio Pascucci |

|                                                                    |           |                                                    |
| Emmolo, Zimmerman, Genee: 2 Zanetta, Viacava, Avegno, Marcialis: 1 | Marcatori | 3: Vuković 2: Kuzina, Gragnolati 1: Crudele, Gitto |

| Arbitri: | Luca Castagnola Alessia Ferrari |

|                                           |           |                                             |
| Millo, Grab, Ranalli: 2 Barzon, Casson: 1 | Marcatori | 1: Mandelli, Rorandelli, McKelvey, Francini |

#### Semifinale
| Arbitri: | Nenad Peris Luca Castagnola |

|                                              |           |                                   |
| Garibotti, Marletta: 3 Bianconi, Palmieri: 1 | Marcatori | 3: Grab 1: Barzon, Savioli, Millo |

| Arbitri: | Massimo Calabrò Antonio Pascucci |

|                                             |           |                                          |
| Tankeeva, Chiappini, Fournier: 2 Picozzi: 1 | Marcatori | 2: Genee 1: Avegno, Marcialis, Cocchiere |

### Finale
| Arbitri: | Alessia Ferrari Nenad Peris |

|                                                            |           |                         |
| Ioannou: 2 Garibotti, Bianconi, Marletta, van der Sloot: 1 | Marcatori | 2: Galardi 1: Chiappini |

### Finale per il 3º posto
| Arbitri: | Giuliana Nicolosi Massimo Calabrò |

|                                                              |           |                                            |
| Queirolo: 4 Ranalli: 2 Savioli, Millo, Dario, Grab, Armit: 1 | Marcatori | 1: Marcialis, Emmolo, Zimmerman, Cocchiere |

### Finale per il 5º posto
| Arbitri: | Alessia Ferrari Giuliana Nicolosi |

|                                |           |                                         |
| Apilongo, Kuzina: 3 Vuković: 2 | Marcatori | 2: Crevier, Cotti 1: Rorandelli, Giachi |

## Verdetti
- Orizzonte CT: campione d'Italia.
- Orizzonte CT, SIS Roma e Plebiscito Padova: qualificate alla LEN Euro League Women 2019-2020
- F&D H2O e Torre del Grifo retrocesse in Serie A2